# 阿斯匹靈中毒
阿斯匹靈中毒，又被稱作水楊酸中毒， 指的是急性或慢性的水楊酸中毒，大多是阿斯匹靈。 最常見的症狀是耳鳴、噁心、腹痛以及代償酸中毒的呼吸急促。 這些症狀在早期可能並不明顯，隨著劑量上升，可能出現發燒的症狀。 併發症包括腦水腫、肺水腫、癲癇、低血糖，嚴重甚至可能導致心搏停止。
水楊酸中毒最常見的是阿斯匹靈中毒、其他可能的理由是冬青油或是次水楊酸鉍。 劑量過高很有可能是出自意外或刻意服用。 少量的冬青油就很有可能造成中毒。 診斷中毒的方式，便是重複抽血檢驗水楊酸濃度、並監測動脈血的酸鹼度。 雖然有人使用諾謨圖協助診斷，但並不需要常規使用。 血中水楊酸的最高劑量不會持續超過12個小時。
目前有許多避免水楊酸中毒的措施：使用避免孩童誤食的包裝，每一瓶裡的顆數較少，避免大量誤食。 治療包括使用活性碳、靜脈注射混合糖水的雙磷酸鹽、氯化鉀以及血液透析。 即便血糖正常，給予糖水對治療水楊酸中毒也有所幫助。 對於腎衰竭、意識不清、血液酸鹼值低於7.2或血中水楊酸濃度極高者，建議使用血液透析。 如果有人呼吸急促，則應考慮插管的可能。
最早在1877年，已經有文獻描述水楊酸中毒的現象。 2004年，美國發生超過兩萬起案例，造成43件死亡案例。 有將近1%的急性中毒案例，最終導致死亡，而慢性中毒的結果則更為嚴重。 比起其他年齡層，老年人更為容易中毒。